# Jacqueline Woodson
Jacqueline Amanda Woodson, född 12 februari 1963 i  Columbus i Ohio, är en amerikansk barn- och ungdomsbokförfattare, bosatt i Brooklyn i New York.
2018-2019 var hon nationell läsambassadör i USA (National Ambassador for Young People’s Literature).
I maj 2018 tilldelades Jacqueline Woodson Litteraturpriset till Astrid Lindgrens minne.  
| ”                       | Jacqueline Woodson låter oss möta unga människor som kämpar för att hantera sin utsatthet och finna en plats där tillvaron kan få fäste. På ett närmast tyngdlöst språk skriver hon fram berättelser med en djup och sammansatt klang. Jacqueline Woodson fångar en unik poetisk ton i en vardag som delas mellan sorg och hopp | „ |
| – Juryn för ALMA-priset | |   |

## Biografi
Jacqueline Woodson växte upp i South Carolina och i Brooklyn i New York och tog kandidatexamen i engelska på Adelphi University i delstaten New York. Därefter arbetade hon på barnboksagenturen Kirchoff Wohlberg i Madison i Connecticut. Hon har också gått kurser i att skriva barnlitteratur på universitetet New School i New York.
Jacqueline Woodson debuterade 1990 med Last Summer with Maizon. Hon har publicerat ett drygt 30-tal böcker, många med anknytning till den amerikanska medborgarrättsrörelsens frågor och svarta människors livsvillkor i USA. Hennes böcker handlar ofta om ungdomar i gränslandet mellan barndom och vuxenliv. Många böcker är skrivna i jagform och har kvinnliga huvudpersoner. En av de mest uppmärksammade är den flerfaldigt prisbelönta självbiografin Brown Girl Dreaming (2014). Jacqueline Woodson har även skrivit bilderböcker och böcker för vuxna. Böckerna har översatts till ett tiotal olika språk. Brun flicka drömmer, Den dag du börjar, Fjädrar och Närmar du dig mjukt finns översatta till svenska.
I januari 2018 utnämndes Woodson till nationell läsambassadör i USA (National Ambassador for Young People’s Literature), ett uppdrag på två år. 2018 tilldelades hon Litteraturpriset till Astrid Lindgrens minne.

### Inspirationskällor
I en intervju med journalisten Hazel Rochman om litterära inspirationskällor svarade Woodson att de författare som inspirerat henne mest är James Baldwin och Virginia Hamilton. Senare har Nikki Giovanni också inspirerat henne. Andra tidiga inspirationskällor var Toni Morrisons The Bluest Eye och Sula, och Rosa Guys böcker, liksom hennes engelsklärare på högskolan, Mr. Miller.

### Romaner
- Autobiography of a Family Photo (1995)
- Another Brooklyn (2016)[7]

### Barnböcker
- Last Summer with Maizon (1990)
- Maizon at Blue Hill (1992)
- Between Madison and Palmetto (1993)
- Feathers (2007)
- After Tupac and D Foster (2008)
- Peace Locomotion (2009)
- Locomotion (2010), verse novel
- Brown Girl Dreaming' (2014), verse novel

### Ungdomsböcker
- The Dear One (1990)
- I Hadn't Meant to Tell You This (1994)
- From the Notebooks of Melanin Sun (1995)
- The House You Pass on the Way (1997)
- If You Come Softly (1998)
- Lena (1999)
- Miracle's Boys (2000)
- Hush (2002)
- Behind You (2004)
- Beneath a Meth Moon (2012)
- The Letter Q: Queer Writers' Notes to Their Younger Selves (2012) (Contributor)

### Bilderböcker
- Martin Luther King, Jr. and His Birthday (nonfiction), ill. Floyd Cooper (1990)
- Book Chase, ill. Steve Cieslawski (1994)
- We Had a Picnic This Sunday Past, ill. Diane Greenseid (1997)
- Sweet, Sweet Memory, ill. Floyd Cooper (2000)
- The Other Side, ill. E. B. Lewis (2001)
- Visiting Day, ill. James Ransome (2002)
- Our Gracie Aunt, ill. Jon J. Muth (2002)
- Coming on Home Soon, ill. E. B. Lewis (2003)
- Show Way, ill. Hudson Talbott (2006)
- Pecan Pie Baby, ill. Sophie Blackall (2010)
- Each Kindness, ill. E. B. Lewis (2012)
- This Is the Rope, ill. James Ransome (2013)

## Böcker översatta till svenska
- Brun flicka drömmer (på engelska: Brown girl dreaming) (2018)[8]
- Den dag du börjar (på engelska: The Day You Begin) (2019)
- Fjädrar (på engelska: Feathers) (2019)
- Närmar du dig mjukt (på engelska: If You Come Softly) (2020)
- Efter Tupac och D Foster (på engelska: After Tupac and D Foster) (2022)

## Priser och utmärkelser
- ALA Best Book for Young Adults 1998, 2000, 2003, 2004 och 2005[9]
- Coretta Scott King Award 2001 och 2015[10][11]
- Coretta Scott King Award 1995, 1996 och 2013[10]
- 2005 YALSA Quick Picks for Reluctant Young Adult Readers för Behind You[12]
- 2006 Margaret A. Edwards Award
- 2009 Newbery Honor för After Tupac and D Foster[13]
- 2009 Josette Frank Award för After Tupac and D Foster
- 2009 Pennsylvania Young Reader's Choice Awards för Peace Locomotion
- 2009 Keystone to Reading Book Award för Peace Locomotion
- 2014 Hans Christian Andersen Award, U.S. nominee
- 2014 National Book Award i ungdomslitteratur för Brown Girl Dreaming
- 2015 Young People's Poet Laureate by the Poetry Foundation[14]
- 2017 May Hill Arbuthnot Honor Lecture at the American Library Association, recognizes significant contribution to children's literature.[15]
- 2018-2019 National Ambassador for Young People's Literature för the Library of Congress.[16]
- 2018 Astrid Lindgren Memorial Award
- 2020 H.C. Andersen-medaljen